# 新江口駅
新江口駅（しんえぐちえき）は、新潟県新発田市江口にあった、日本国有鉄道赤谷線の駅（廃駅）である。赤谷線廃止に伴い1984年（昭和59年）4月1日に廃止された。

## 歴史
- 1963年（昭和38年）11月15日：赤谷線の駅として開業[1][2]。旅客のみを取り扱う駅員無配置駅[3]。
- 1984年（昭和59年）4月1日：廃止[1]。

## 駅構造
単式ホーム1面1線を有する無人駅であった。

## 駅周辺
- 江口集落（駅名は徳島線の江口駅との競合を避けるため「新」が冠された）
- 米倉集落（米倉集落へは、新江口駅の方が近かった）

## 隣の駅
日本国有鉄道
赤谷線
五十公野駅 - 新江口駅 - 米倉駅